# هاستينغز بواليا
هاستينغز بواليا (بالإنجليزية: Hastings Bwalya) (مواليد 25 يونيو 1985) هو ملاكم زامبي، مثّل بلاده في الألعاب الأولمبية الصيفية 2008.

## روابط خارجية
هاستينغز بواليا على موقع بوكس ريك (الإنجليزية) (registration required)
- هاستينغز بواليا على موقع أوليمبيديا (الإنجليزية)
- هاستينغز بواليا على موقع اتحاد ألعاب الكومنولث (مؤرشف) (الإنجليزية)
- هاستينغز بواليا على موقع دورة ألعاب الكومنولث 2006 (مؤرشف) (الإنجليزية)